# Burgtheaterbesetzungen von 2014 bis 2019

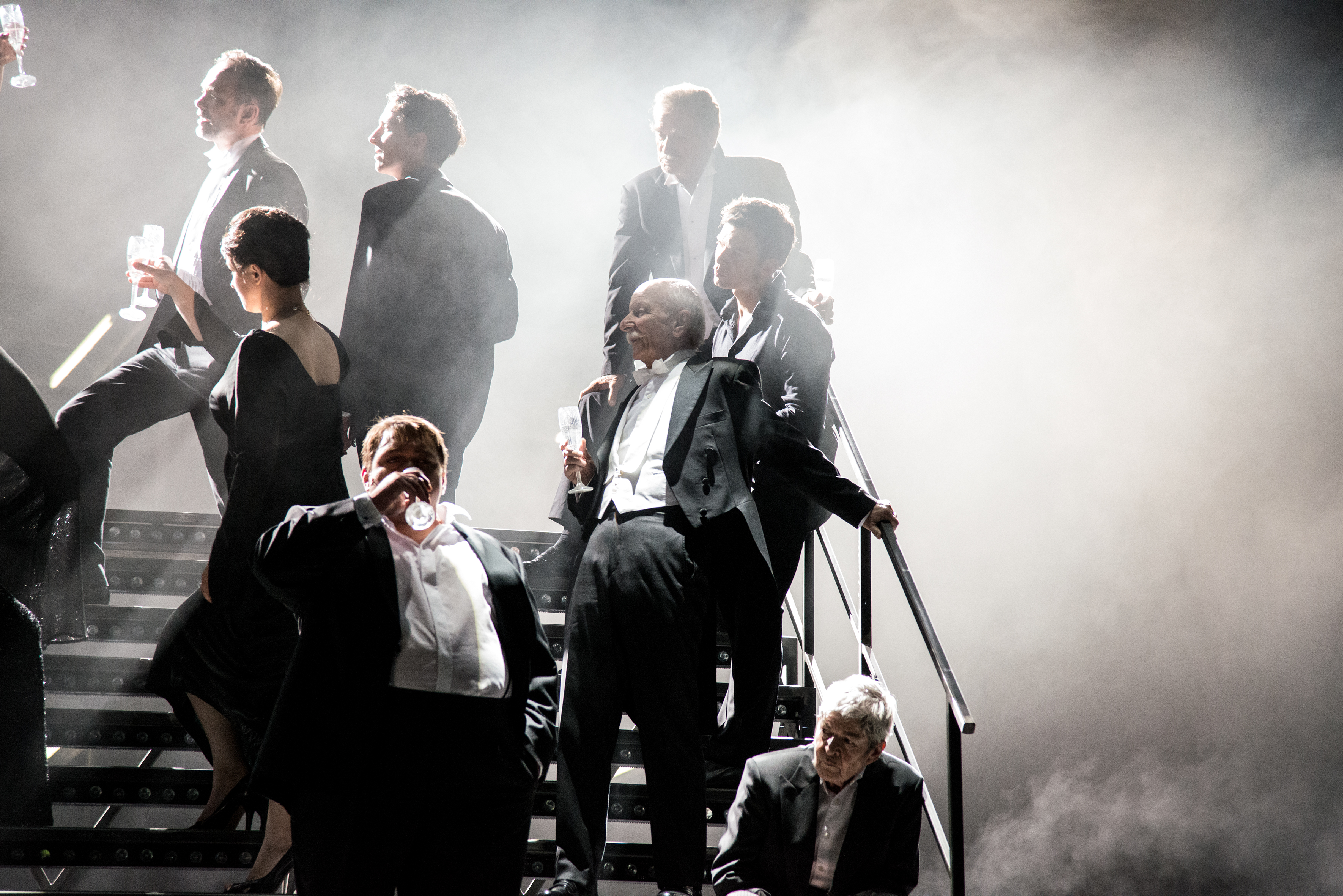
Die letzten Tage der Menschheit, 2014

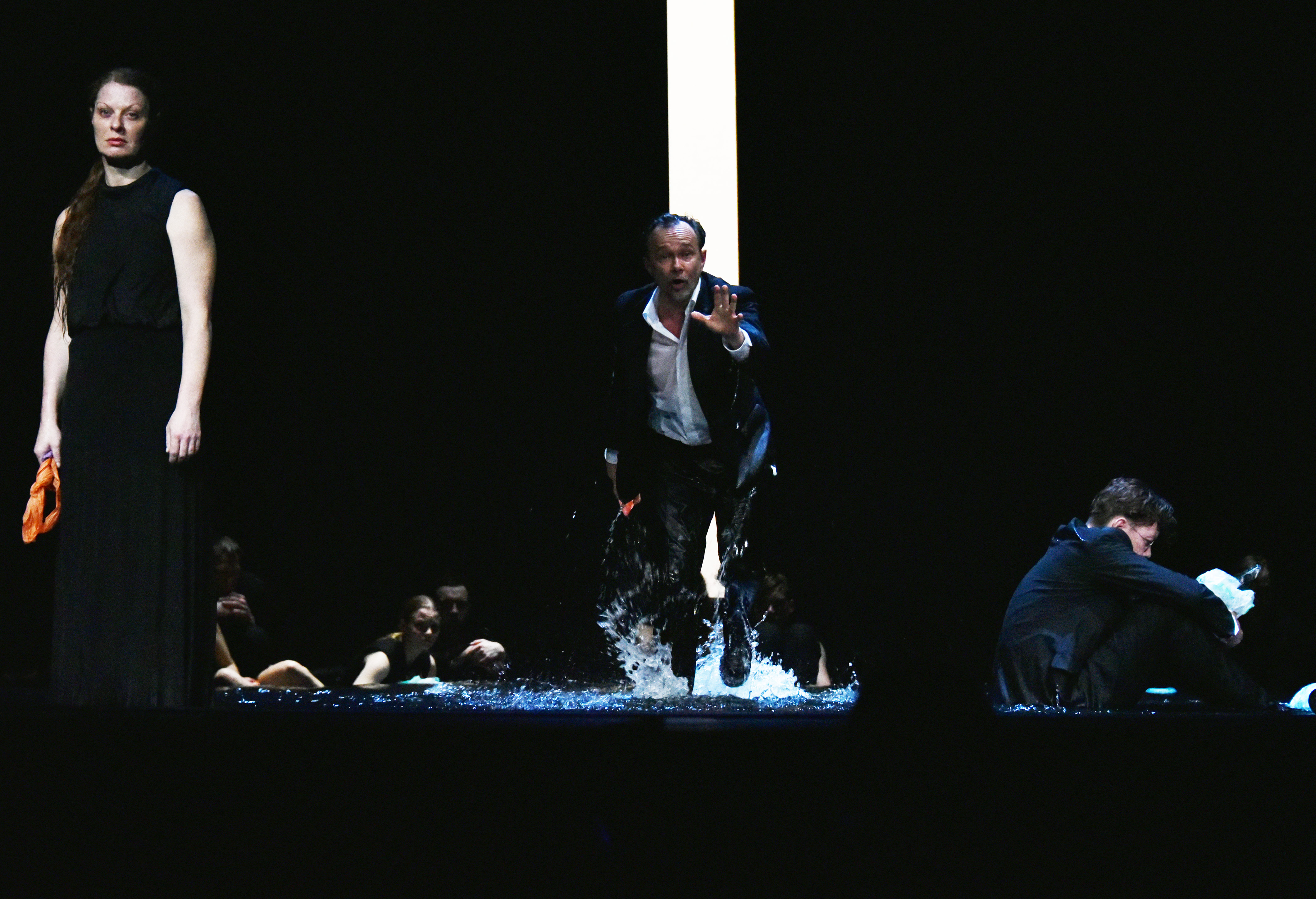
Die Schutzbefohlenen, 2015

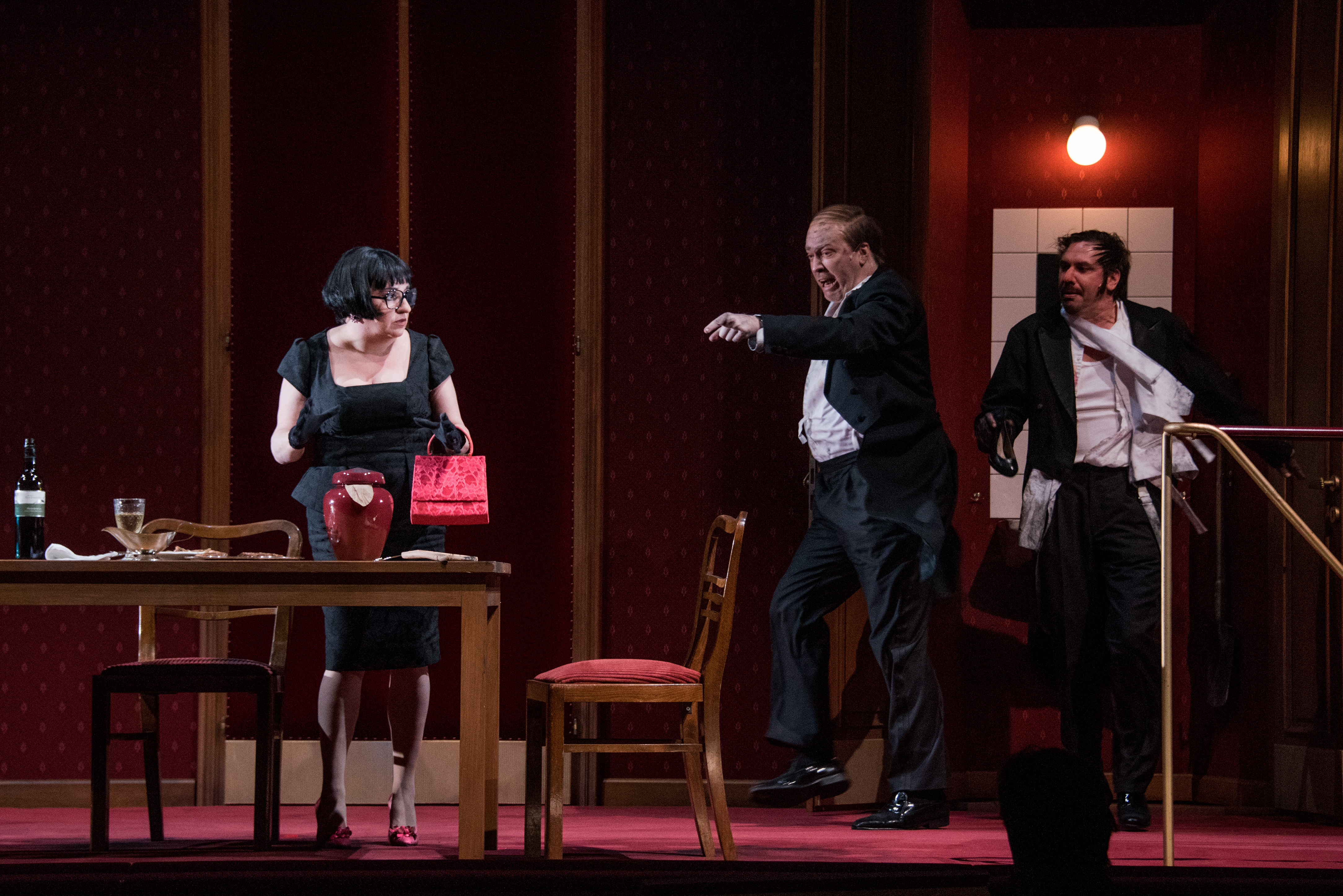
Die Affäre Rue de Lourcine, 2015

Die Burgtheaterbesetzungen von 2014 bis 2019 listen alle Darsteller sowie die Leading Teams noch nicht aller Neuproduktionen des Wiener Burgtheaters in der Direktion Bergmann auf.

## Direktion Bergmann
Das Burgtheater stand ab 19. März 2014 interimistisch und ab dem 11. Oktober 2014 definitiv unter Leitung von Karin Bergmann. Da die neue Burgtheater-Direktorin ohne Möglichkeit der Vorausplanung eingesprungen ist, musste sie einen Großteil der Projekte ihres am 11. März 2014 entlassenen Vorgängers Matthias Hartmann übernehmen. Zu den ersten Amtshandlungen der neuen Direktorin zählte die Absetzung der premierenreifen Hartmann-Inszenierung Der falsche Film (im März 2014) und die Bestellung des Regisseurs Georg Schmiedleitner für Die letzten Tage der Menschheit, einer Koproduktion des Burgtheaters mit den Salzburger Festspielen (im Juli 2014), die ebenfalls von Hartmann hätte inszeniert werden sollen.
In ihrer Spielplan-Pressekonferenz für die Saison 2014–15 stellte Bergmann fest, es gehe ihr „um die zentralen Themen der Menschheit, um den Konflikt zwischen Staat und Individuum“. Man spanne dabei einen Bogen von der Antike bis zur Gegenwartsdramatik und biete ein breites Spektrum an unterschiedlichen künstlerischen Handschriften. Die erste bedeutende Abgrenzung zu ihrem Vorgänger bestand somit in Betonung der Relevanz des Politischen auf der Bühne und im Versprechen neuer Regisseure für das Burgtheater: Dušan David Pařízek, Christian Stückl, Robert Borgmann und Jette Steckel. Pařízek inszenierte Die lächerliche Finsternis von Wolfram Lotz, Borgmann die unverheiratete von Ewald Palmetshofer, beides Uraufführungen, beide eingeladen zum Berliner Theatertreffen 2015. Stückl übernahm die Regie von Peter Turrinis Bei Einbruch der Dunkelheit anlässlich des 70. Geburtstages des Dichters. Auch die Wahl von Jelineks hochpolitischen Die Schutzbefohlenen signalisierte eine deutliche Wende gegenüber Bergmanns Vorgänger, der zwar auch Jelinek spielte, jedoch deren eher unpolitische Texte Die Winterreise und Schatten (Eurydike sagt). Eindeutig Bergmanns Entscheidung war auch Hermann Bahrs Salonkomödie Das Konzert, die freilich auf gemischte Reaktion der Kritik stieß. Wiederum einen starken politischen Akzent setzte Jette Steckel mit ihrer einerseits pop-artigen, andererseits kritischen Interpretation von Sophokles’ Antigone zum Abschluss der Spielzeit.

## 2014–15

### Burgtheater
| Die letzten Tage der Menschheit von Karl Kraus, 5. September 2014 – Koproduktion mit den Salzburger Festspielen                          | | |
| Georg Schmiedleitner Volker Hintermeier, Tina Kloempken Peter Bandl Thomas Hojsa, Matthias Jakisic Musik Florian Hirsch Dramaturgie      | Stefanie Dvorak Alexandra Henkel Dörte Lyssewski Petra Morzé Elisabeth Orth                                                               | Bernd Birkhahn Gregor Bloéb Sven Dolinski Dietmar König Christoph Krutzler Peter Matić Thomas Reisinger Laurence Rupp |
| Dantons Tod von Georg Büchner, 24. Oktober 2014                                                                                          | | |
| Jan Bosse Stéphane Laimé, Kathrin Plath Peter Bandl Arno Kraehahn Musik Meika Dresenkamp Video Gabriella Bußacker Dramaturgie            | Adina Vetter Julie, Gattin Dantons Aenne Schwarz Lucile, Gattin Desmoulins Jasna Fritzi Bauer Marion                                      | Joachim Meyerhoff George Danton Peter Knaack Camille Desmoulins Daniel Jesch Lacroix Ignaz Kirchner Thomas Payne/Richter Michael Maertens Robespierre Fabian Krüger St. Just Stefan Wieland 1. Bürger Hermann Scheidleder 2. Bürger |
| Bei Einbruch der Dunkelheit von Peter Turrini, 13. November 2014                                                                         | | |
| Christian Stückl Stefan Hageneier Friedrich Rom Tom Wörndl Musik Hans Mrak Dramaturgie                                                   | Barbara Petritsch Die Gräfin Dorothee Hartinger Claire, ihre Tochter Elisabeth Augustin Haushälterin Elisabeth Ratschnig                  | Markus Meyer Philippe, Komponist Falk Rockstroh Dr. Meier-Waldhof Sven Dolinski Vinzenz, Lyriker Laurence Rupp Giuseppe, Maler Matthias Hecht/Sebastian Kranner Alois Mitteregger, Junge aus dem Dorf |
| Das Käthchen von Heilbronn von Heinrich von Kleist, 24. Jänner 2015                                                                      | | |
| David Bösch Patrick Bannwart, Maria Wolgast Bühne Meentje Nielsen Kostüme Friedrich Rom Karsten Riedel Musik Andreas Erdmann Dramaturgie | Sarah Viktoria Frick Käthchen, Friedeborns Tochter Dörte Lyssewski Kunigunde von Thurneck Frida-Lovisa Hamann Rosalie, ihre Kammerzofe    | Martin Schwab Der Kaiser Fabian Krüger Friedrich Wetter, Graf vom Strahl Hermann Scheidleder Gottschalk, sein Knecht Falk Rockstroh Theobald Friedeborn, Waffenschmied Dietmar König Maximilian, Burggraf von Freiburg Daniel Jesch Rheingraf vom Stein, Verlobter Kunigundens / Ritter Schauermann Dietmar König Eginhardt von der Wart |
| Die Schutzbefohlenen von Elfriede Jelinek, 28. März 2015, Burgtheater – Österreichische Erstaufführung                                   | | |
| Michael Thalheimer Olaf Altmann, Katrin Lea Tag Friedrich Rom Bert Wrede Musik Klaus Missbach Dramaturgie                                | Jasna Fritzi Bauer Sarah Viktoria Frick Alexandra Henkel Christiane von Poelnitz Stefanie Reinsperger Catrin Striebeck Adina Vetter       | Lucas Gregorowicz Tino Hillebrand Daniel Jesch Marcus Kiepe André Meyer Tilo Nest Thomas Reisinger Daniel Sträßer Stefan Wieland |
| Die Affäre Rue de Lourcine von Labiche, Monnier und Martin, Übersetzung von Elfriede Jelinek, 18. April 2015                             | | |
| Barbara Frey Bettina Meyer, Esther Geremus Friedrich Rom Tommy Hojsa Musik Amely Joana Haag Dramaturgie                                  | Maria Happel Norine, Lenglumés Frau | Nicholas Ofczarek Lenglumé, Rentier Michael Maertens Mistingue Peter Matić Potard, Lenglumés Vetter Markus Meyer Justin, Bediensteter bei Lenglumé |
| Antigone von Sophokles, 31. Mai 2015 | | |
| Jette Steckel Florian Lösche, Pauline Hüners Peter Bandl Anja Plaschg, Anton Spielmann Musik Florian Hirsch Dramaturgie                  | Aenne Schwarz Antigone Mavie Hörbiger Ismene Sophie-Christine Behnke, Maria Magdalena Mund, Rebekka Reinholz, Marie-Luise Stockinger Chor | Joachim Meyerhoff Kreon Mirco Kreibich Haimon Martin Schwab Teiresias Philipp Hauß Bote Oliver Masucci Chorführer Bernd Birkhahn, Aaron Friesz, Robert Reinagl, Peter Wolfsberger, Hans Dieter Knebel Chor |

### Akademietheater

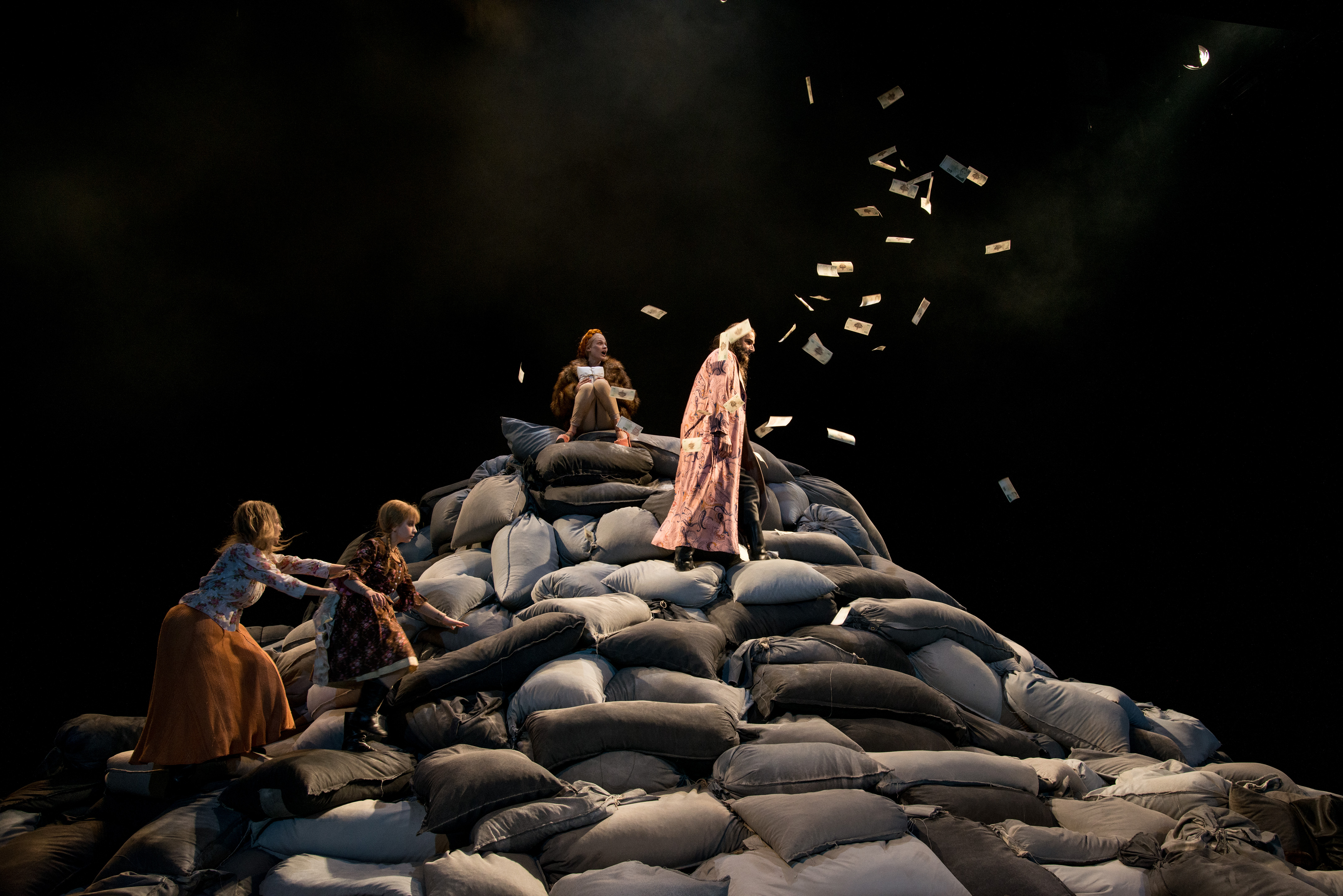
Die Macht der Finsternis, 2015

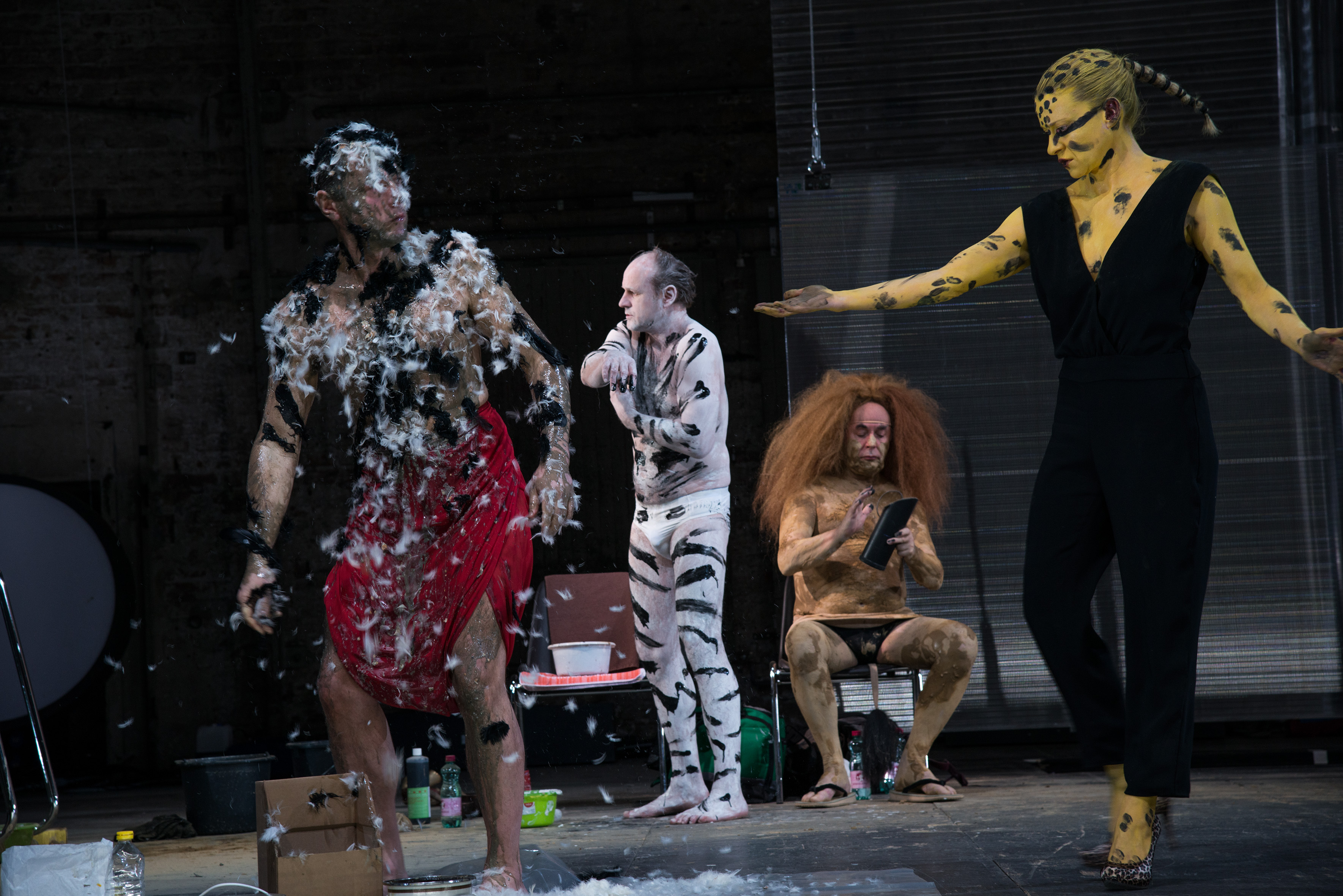
Das Reich der Tiere, 2015

Das alte Gesetz des Burgtheaters – die großen Klassiker im großen Haus, die kleinen, feinen Stücke im Akademietheater – gilt auch in der Direktion Bergmann. Die neue Direktorin hatte großes Glück mit zwei Uraufführungen von Wolfram Lotz und Ewald Palmetshofer, die beide zum Berliner Theatertreffen eingeladen wurden, und mit einer Österreichischen Erstaufführung von Roland Schimmelpfennig: Das Reich der Tiere. Ein Kinderstück, eine Salonkomödie und ein relativ selten gespielter Ibsen komplettierten das 2014–15er Programm des kleinen Hauses der Burg, welches vom Wiener Publikum traditionsgemäß noch mehr geliebt wird als die Burg, aufgrund der Intimität des Rahmens, der guten Sicht, der exzellenten Akustik und vor allem der Nähe zu den Burgschauspielern.
| Die lächerliche Finsternis von Wolfram Lotz, 6. September 2014 – Uraufführung                                                                                       | | |
| Dušan David Pařízek Regie und Bühne Kamila Polívková Kostüme Felix Dreyer Klaus Missbach Dramaturgie                                                                | Catrin Striebeck Stefanie Reinsperger Dorothee Hartinger Frida-Lovisa Hamann | |
| Die Schneekönigin, frei nach Hans Christian Andersen, 15. November 2014                                                                                             | | |
| Annette Raffalt Bernhard Kleber, Ele Bleffert Felix Dreyer Julia Klomfaß Musik Daniela Mühlbauer Körperarbeit Sophie Lux Video Claudia Kaufmann-Freßner Dramaturgie | Nadia Migdal Wolke Alina Fritsch Gerda Stefanie Dvorak Die Schneekönigin Lara Feith, Magdalena Lermer Kobolde, Rosen, Eichhörnchen, Hase, Träume, Schneebiome | André Meyer Alfons Hans Dieter Knebel Gogo Tino Hillebrand Kai Josef Rabitsch, Frederik Rauscher, Aaron Röll, Moritz Winklmayr Kobolde, Rosen, Eichhörnchen, Hase, Träume, Schneebiome |
| die unverheiratete von Ewald Palmetshofer, 14. Dezember 2014 – Uraufführung                                                                                         | | |
| Robert Borgmann Regie und Bühne Janina Brinkmann Kostüme Peter Bandl webermichelson Musik Klaus Missbach Dramaturgie                                                | Stefanie Reinsperger Die Junge Christiane von Poelnitz Die Mittlere Kirsten Dene Die Alte Petra Morzé Schwester #1 Sylvie Rohrer Schwester #2 Sabine Haupt Schwester #3 Alexandra Henkel Schwester #4 | |
| Das Konzert von Hermann Bahr, 7. Februar 2015 | | |
| Felix Prader Werner Hutterli, Ingrid Erb Felix Dreyer Klaus Missbach Dramaturgie                                                                                    | Regina Fritsch Marie, Heinks Frau Stefanie Dvorak Delfine, Juras Frau Alina Fritsch Eva Gerndl Petra Morzé Frau Pollinger Liliane Amuat, Marie-Luise Stockinger Fräulein Wehner Sara Zangeneh Fräulein Selma Meier Elisabeth Augustin Miß Garden Brigitta Furgler Frau Claire Floderer                                                                     | Peter Simonischek Gustav Heink, Pianist Florian Teichtmeister Dr. Franz Jura Branko Samarovski Pollinger |
| Das Reich der Tiere von Roland Schimmelpfennig, 28. Februar 2015 – Österreichische Erstaufführung                                                                   | | |
| Roland Schimmelpfennig Wilfried Minks, Lane Schäfer Felix Dreyer Hannes Gwisdek Musik Amely Joana Haag Dramaturgie                                                  | Caroline Peters Isabel / Ginsterkatze / Pfeffermühle Sabine Haupt Sandra / Antilope / Toastbrot | Johann Adam Oest Peter / Löwe / Spiegelei Peter Knaack Dirk / Marabu / Ketchupflasche Oliver Stokowski Frankie / Zebra Philipp Hauß Chris, Regisseur und Autor |
| Die Macht der Finsternis von Leo Tolstoi, 2. April 2015 | | |
| Antú Romero Nunes Florian Lösche, Victoria Behr Peter Bandl Johannes Hofmann Musik Florian Hirsch Dramaturgie                                                       | Aenne Schwarz Anisja, Petrs Frau Mavie Hörbiger Akulina, Petrs Tochter aus erster Ehe Kirsten Dene Matrjona, Akims Frau Frida-Lovisa Hamann Marina, Waisenmädchen Paloma Siblik Anjutka, zweite Tochter Yonka Dragomanska, Tatjana Gretsch, Olga Klykova, Ekaterina Maleina, Marina Pauser, Maria Solonenko, Welika Wladigerov Klageweiber, Hochzeitsgäste | Johannes Krisch Petr, reicher Bauer / Mitric, alter Knecht Fabian Krüger Nikita, Knecht Ignaz Kirchner Akim, Nikitas Vater Matthias Jakisic, Alexander Wladigeroff, Konstantin Wladigeroff Musiker Hans-Peter Bruckner, Armin Hartinger, David Ketter, Victor Klykov, Bert Obernosterer, Gert Werler, Michael Wieczorek, Peter Zirn Hochzeitsgäste Vokalensemble Kumuschki unter Leitung von Willy Wladigerova |
| John Gabriel Borkman von Henrik Ibsen, 28. Mai 2015, Koproduktion mit den Wiener Festwochen und dem Theater Basel                                                   | | |
| Simon Stone Katrin Brack, Tabea Braun Friedrich Rom Bernhard Moshammer Musik Klaus Missbach Dramaturgie                                                             | Birgit Minichmayr Gunhild Borkman Caroline Peters Ella Rentheim, Gunhilds Zwillingsschwester Nicola Kirsch Frau Fanny Wilton Liliane Amuat Frida Foldal, Foldals Tochter | Martin Wuttke John Gabriel Borkman Max Rothbart Erhart Borkman, Student Roland Koch Wilhelm Foldal, Hilfsschreiber |

### Vestibül
| am beispiel der butter von Ferdinand Schmalz, 18. Dezember 2014                                                                       | | |
| Alexander Wiegold Claudia Vallant, Moana Stemberger Norbert Gottwald Markus Lubej, Alexander Richter Video Klaus Missbach Dramaturgie | Jasna Fritzi Bauer Karina, Molkereiarbeiterin Catrin Striebeck Jenny, Betreiberin der Bahnhofsreste | Peter Knaack Adi, Molkereiarbeiter Marcus Kiepe Hans, Exekutivbediensteter Michael Masula Huber, Mittleres Molkerei-Management |
| Familiengeschichten. Belgrad von Biljana Srbljanović, 23. April 2015 – Junge Burg                                                     | | |
| Annette Raffalt Dominique Wiesbauer, Johanna Armstorfer Ivan Manojlovic Sophie Lux Video Olga Buchhorn Dramaturgie                    | Lara Feith Nadezda Marlene Del Bello Milena                                                         | Frederik Rauscher Vojin Aaron Röll Branko Moritz Winklmayr Andrija                                                             |

## 2015–16

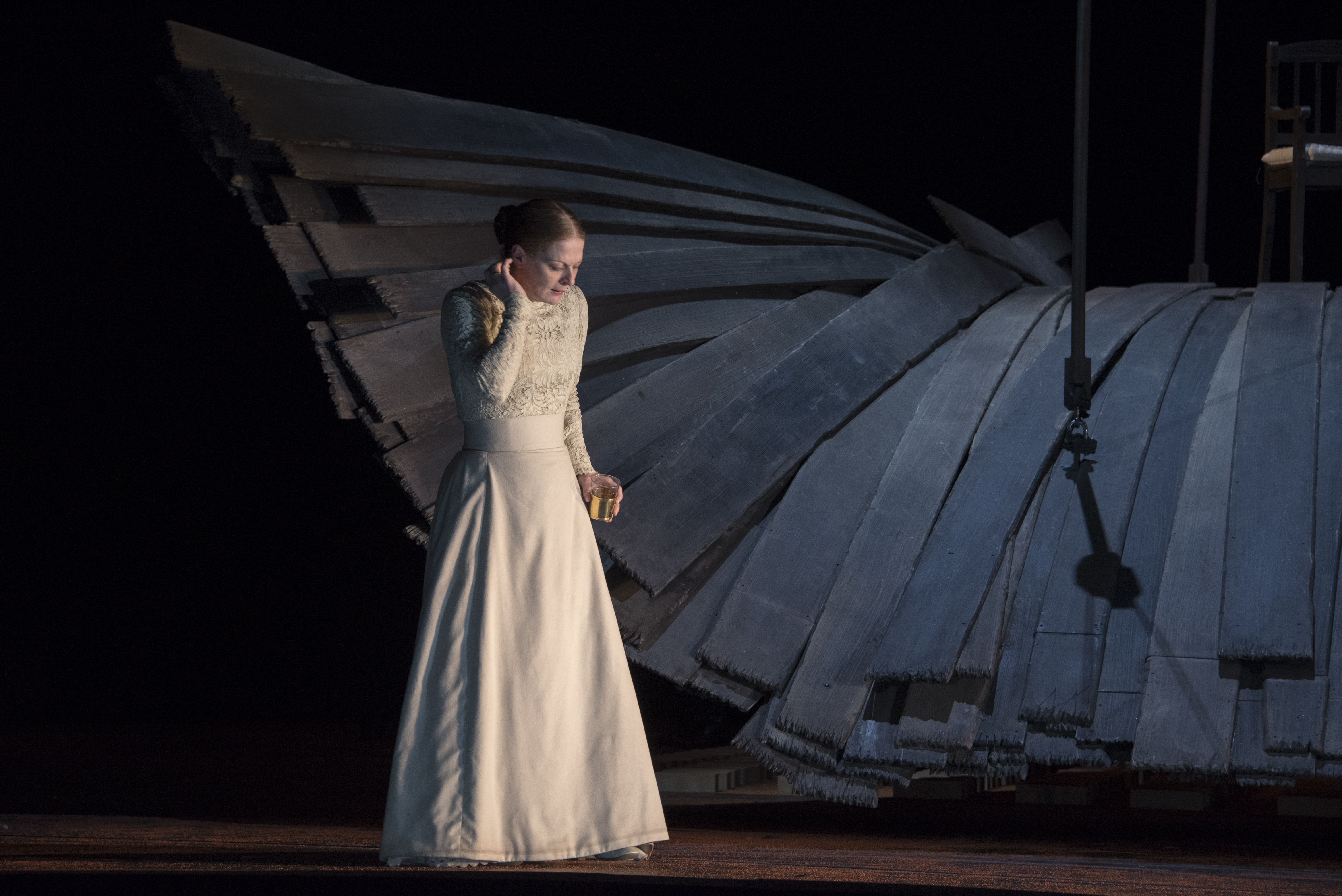
Christiane von Poelnitz als Maxim Gorkis Wassa Schelesnowa, 2015

Der Spielplan der Spielzeit 2015–16 hatte zwei deutliche Schwerpunkte: Drei russische Klassiker im großen Haus und viel Gegenwartsdramatik in allen Häusern. Den russischen Schwerpunkt eröffnete Alvis Hermanis mit einer Neufassung seiner legendären Inszenierung von Nikolaj Gogols Der Revisor, gefolgt von Andreas Kriegenburg mit Maxim Gorkis Wassa Schelesnowa. Für den Anschluss sorgte Daniel Bösch mit Anton Tschechows Drei Schwestern. Aus der Spielzeit davor stand außerdem noch die exemplarische Antú-Romero-Nunes-Inszenierung von Tolstojs Macht der Finsternis auf dem Programm des Akademietheaters. Alle vier Produktionen wurden von Presse und Publikum dankbar angenommen, insbesondere aufgrund herausragender schauspielerischer Leistungen des Ensembles. Doch auch die Handke-Uraufführung, inszeniert vom früheren Burgtheater-Direktor Claus Peymann, und zwei Komödien, Molières Eingebildeter Kranker und Goldonis Diener zweier Herren, erzielten exzellente Kritiken und den Applaus des Publikums.
Bei der Verleihung des Nestroy-Theaterpreises 2015 im November 2015, wohlgemerkt für Leistungen der Spielzeit davor, gingen vier der fünf Darstellerpreise an Ensemblemitglieder des Burgtheaters, weiters auch der Preis für die beste Inszenierung und für das beste Stück. Damit ist die aktuelle Dominanz der Burg in der österreichischen Theaterlandschaft klar beschrieben.

### Burgtheater
| Der Revisor von Nikolai Gogol, 4. September 2015 | | |
| Alvis Hermanis Regie und Bühne Kristine Jurjane Kostüme Friedrich Rom Klaus Missbach Dramaturgie                                                          | Maria Happel Anna Andrejewna Dörte Lyssewski Marja Antonowna Brigitta Furgler Chlopows Frau Maria Lisa Huber, Liliane Zillner Küchenmädchen | Michael Maertens Skwosnik-Dmuchanowskij Fabian Krüger Chlestakow Oliver Stokowski Ossip, dessen Begleiter Hermann Scheidleder Bobtschinskij Dirk Nocker Dobtschinskij Johann Adam Oest Chlopow Falk Rockstroh Ljapkin-Tjapkin Martin Reinke Semljanika Franz J. Csencsits Hübner Dietmar König Schpekin Thomas Bäuml, Alban Knoll, Josef Manske Huhn und Ratten |
| Wassa Schelesnowa von Maxim Gorki, 22. Oktober 2015 | | |
| Andreas Kriegenburg Harald B. Thor, Andrea Schraad Friedrich Rom Eva-Maria Voigtländer Dramaturgie                                                        | Christiane von Poelnitz Wassa Petrowna Schelesnowa Andrea Wenzl Anna, ihre Tochter Frida-Lovisa Hamann Natalja, Semjons Frau Aenne Schwarz Ljudmila, Pawels Frau Sabine Haupt Dunjestschka, entfernte Verwandte Alina Fritsch Lipa, Dienstmädchen | Martin Vischer Semjon, Wassas Sohn Tino Hillebrand Pawel, Wassas Sohn Peter Knaack Prochor Schelesnow Dietmar König Michailo Wassiljewitsch, Verwalter |
| Der eingebildete Kranke von Molière, 5. Dezember 2015 | | |
| Herbert Fritsch Regie, Bühne Victoria Behr Kostüme Friedrich Rom Licht Ingo Günther Musik Sabrina Zwach Dramaturgie                                       | Dorothee Hartinger Bélinde, Argans zweite Frau Marie-Luise Stockinger Angélique, Argans Tochter Marta Kizyma Louision, ihre kleine Schwester | Joachim Meyerhoff Argan Markus Meyer Toinette, Argands Dienstmädchen Laurence Rupp Cléanthe Ignaz Kirchner Dr. Diafoirus Simon Jensen Thomas Diafoirus, dessen Sohn Johann Adam Oest Dr. Purgon, Argans Arzt Hermann Scheidleder Fleurant, Apotheker/Herr de Bonnefois, Notar                                                                                   |
| Die Unschuldigen, ich und die Unbekannte am Rand der Landstraße von Peter Handke, Uraufführung am 27. Februar 2016 Koproduktion mit dem Berliner Ensemble | | |
| Claus Peymann Karl-Ernst Herrmann, Margit Koppendorfer Friedrich Rom Moritz Eggert Musik Jutta Ferbers, Anke Geidel Dramaturgie                           | Krista Birkner Eine der Unschuldigen Maria Happel Die Wortführerin Regina Fritsch Die Unbekannte | Christopher Nell Ich, Erzähler Franz J. Csencsits, Anatol Käbisch, Hans Dieter Knebel, Benedikt Paulun, Hermann Scheidleder, Fabian Stromberger Die Unschuldigen Felix Strobel Mein Doppelgänger Martin Schwab Der Wortführer |
| Drei Schwestern von Anton Tschechow, 24. März 2016 | | |
| David Bösch Harald B. Thor, Meentje Nielsen Friedrich Rom Karsten Riedel, Bernhard Moshammer Musik Eva-Maria Voigtländer Dramaturgie                      | Stefanie Dvorak Natalja Iwanowa, Prosorows Braut Katharina Lorenz Olga Marie-Luise Stockinger Irina Aenne Schwarz Mascha Elisabeth Augustin Anfissa, Njanja                                                                                       | Philipp Hauß Andrej Segerjewitsch Prosorow Dietmar König Kulygin, Maschas Mann Fabian Krüger Werschinin Michael Masula Soljony Martin Vischer Baron Tusenbach Falk Rockstroh Tschebutykin Peter Matić Ferapont |
| Der Diener zweier Herren von Carlo Goldoni, Mai 2016 Koproduktion mit den Ruhrfestspielen Recklinghausen                                                  | | |
| Christian Stückl Stefan Hageneier Florian Hirsch Dramaturgie                                                                                              | Irina Sulaver Clarice, Tochter des Pantalone Andrea Wenzl Beatrice aus Turin, verkleidet als Federigo Rasponi Mavie Hörbiger Smeraldina, Clarices Zofe                                                                                            | Peter Simonischek Pantalone de' Bisognosi Johann Adam Oest Dottore Lombardi Christoph Radakovits Silvio, sein Sohn Sebastian Wendelin Florindo Aretusi aus Turin, Liebhaber der Beatrice Hans Dieter Knebel Brighella, ein Gastwirt Markus Meyer Truffaldino, erst Beatrices, dann Florindos Diener Stefan Wieland Ein Kellner                                  |

### Akademietheater
Das Programm des kleinen Haus der Burg war in der Spielzeit 2015–16 extrem gegenwartsorientiert: zwei Uraufführungen aus Ungarn und Kärnten, zwei Österreichische Erstaufführungen französischer Theatertexte, zwei Dramen und ein Roman aus dem 20. Jahrhundert (aus den Jahren 1924, 1968 und 1990). Dank des exzellenten Schauspielerensembles und brillanter Regisseure wurden auch schwierige und sperrige Texte vom Wiener Publikum mit Aufmerksamkeit und Zustimmung angenommen.
| Engel des Vergessens von Maja Haderlap, 8. September 2015 – Uraufführung                                                                                        | | |
| Georg Schmiedleitner Volker Hintermeier, Su Bühler Peter Bandl Matthias Jakisic Musik Florian Hirsch Dramaturgie                                                | Petra Morzé Mutter Elisabeth Orth Großmutter Alina Fritsch Junges Ich Alexandra Henkel Altes Ich Sabine Haupt Michael Masula | Gregor Bloéb Vater Sven Dolinski Rudolf Melichar André Meyer Matthias Jakisic, Andreas Radovan Musiker |
| Die Präsidentinnen von Werner Schwab, 3. Oktober 2015 | | |
| David Bösch Patrick Bannwart Friedrich Rom Bernhard Moshammer Musik Andreas Erdmann Dramaturgie                                                                 | Regina Fritsch Erna, Mindestpensionistin Barbara Petritsch Grete, Pensionistin Stefanie Dvorak Mariedl                       | |
| Hotel Europa oder Der Antichrist, ein Projekt frei nach Joseph Roth, 11. Dezember 2015                                                                          | | |
| Antú Romero Nunes Matthias Koch Michael Hofer Johannes Hofmann, Matthias Jakisic Musik Florian Hirsch Dramaturgie Eva-Maria Voigtländer Dramaturgische Beratung | Aenne Schwarz Katharina Lorenz                                                                                               | Michael Klammer Fabian Krüger Matthias Jakisic Musiker                                                 |
| Diese Geschichte von Ihnen von John Hopkins, 28. Jänner 2016 | | |
| Andrea Breth Martin Zehetgruber, Moidele Bickel Friedrich Rom Bert Wrede Musik Klaus Missbach Dramaturgie                                                       | Andrea Clausen Maureen | Nicholas Ofczarek Johnson Roland Koch Cartwright August Diehl Baxter Benjamin Cabuk Jessard            |
| Bella Figura von Yasmina Reza, Österreichische Erstaufführung, 3. April 2016                                                                                    | | |
| Dieter Giesing Stéphane Laimé, Janina Audick Peter Bandl Jörg Gollasch Musik Klaus Missbach Dramaturgie                                                         | Caroline Peters Andrea Sylvie Rohrer Froncoise Hirt Kirsten Dene Yvonne Blum                                                 | Joachim Meyerhoff Boris Amette Roland Koch Eric Blum                                                   |
| Die Wiedervereinigung der beiden Koreas von Joël Pommerat, Österreichische Erstaufführung, 30. April 2016                                                       | | |
| Peter Wittenberg Florian Parbs, Alexandra Pitz Peter Bandl Wolfgang Siuda Musik Hans Mrak Dramaturgie                                                           | Frida-Lovisa Hamann Dorothee Hartinger Sabine Haupt Dörte Lyssewski Petra Morzé                                              | Markus Hering Daniel Jesch Dirk Nocker Martin Reinke                                                   |
| Eiswind/Hideg szelek (Arbeitstitel), Ein Projekt von Árpád Schilling und Éva Zabezsinszkij, Uraufführung, 25. Mai 2016                                          | | |
| Árpád Schilling Béla Balázs Peter Bandl Imre Bozoki-Lichtenberger, Moritz Wallmüller Musik Hans Mrak                                                            | Alexandra Henkel Lilla Sárosdi                                                                                               | Zsolt Nagy Falk Rockstroh Martin Vischer                                                               |

### Kasino am Schwarzenbergplatz
| dosenfleisch von Ferdinand Schmalz, Uraufführung, 18. September 2015 (ab 7. Mai 2016 auch im Akademietheater) Kooperation mit den Autorentheatertagen Berlin | | |
| Carina Riedl Fatima Sonntag, Dagmar Bald Norbert Gottwald Arthur Fussy Musik Amely Joana Haag Dramaturgie                                                    | Dorothee Hartinger beate Frida-Lovisa Hamann jayne Katharina Ernst percussion | Tino Hillebrand rolf Daniel Jesch der fernfahrer |
| Pünktchen und Anton von Erich Kästner, 7. November 2015 | | |
| Cornelia Rainer Sarah Haas Norbert Gottwald Karl Stirner Musik Aleksandra Kica Mitarbeit Kostüme Claudia Kaufmann-Freßner Dramaturgie                        | Adriana Gerstner, Cilli Raftl, Zoe Raftl Pünktchen Sylvie Rohrer, Christina Cervenka Frau Pogge Adina Vetter Fräulein Andacht Brigitta Furgler Berta Dunja Sowinetz Frau Gast, Antons Mutter | Martin Schwab Der Schriftsteller Noah Fida, Florian Klingler Anton Dirk Nocker Herr Pogge Robert Reinagl Robert Peter Medek, Merlin Miglinci Klepperbein |
| Party Time von Harold Pinter, 31. Jänner 2016 | | |
| Miloš Lolić Sabine Kohlstedt, Janina Brinkmann Norbert Gottwald Eva-Maria Voigtländer Dramaturgie                                                            | Mavie Hörbiger Dusty Elisabeth Augustin Melissa Stefanie Dvorak Liz Alexandra Henkel Charlotte                                                                                               | Philipp Hauß Terry Michael Masula Gavin Daniel Jesch Fred Marcus Kiepe Douglas Christoph Radakovits Jimmy                                                |

### Vestibül
| Hamletmaschine von Heiner Müller, 16. Oktober 2015                                                                                            |                                                                   |                                                                    |
| Christina Tscharyiski Sarah Sassen, Lejla Ganic Ivan Manojlovic Kyrre Kvam Musik Florian Hirsch Dramaturgie                                   | Marie-Luise Stockinger                                            | Ignaz Kirchner Christoph Radakovits                                |
| Es sagt mir nichts, das sogenannte Draußen von Sibylle Berg, Österreichische Erstaufführung, 6. Dezember 2015                                 |                                                                   |                                                                    |
| Martina Gredler Jura Gröschl, Moana Stemberger Ivan Manojlovic Sophie Lux Video Raimund Hornich Sounddesign Hans Mrak Dramaturgie             | Sabine Haupt                                                      |                                                                    |
| Junge Burg: I work, therefore I am. Ein Projekt zur Zukunft unserer Arbeitswelten, 22. März 2016 – Junge Burg                                 |                                                                   |                                                                    |
| Annette Raffalt Eva Gumpenberger, Stefanie Muther Ivan Manojlovic Sophie Lux Video Daniela Mühlbauer Choreographie Annette Friebe Dramaturgie | Natalie Heilinger Laura Hermann Anna Mitterberger Albane Troehler | Raphael Cisar Pierre Gold Bernhard Singer Frédéric Troehler Tänzer |
| die hockenden von Miroslava Svolikova, Uraufführung, 13. April 2016 – Koproduktion mit dem Retzhofer Dramapreis                               |                                                                   |                                                                    |
| Alia Luque Christoph Rufer, Ellen Hofmann Ivan Manojlovic Hans Mrak Dramaturgie                                                               |                                                                   | Tino Hillebrand Marcus Kiepe Laurence Rupp Branko Samarovski       |
| Rede an den kleinen Mann von Wilhelm Reich, 15. April 2016                                                                                    |                                                                   |                                                                    |
| |                                                                   | Ignaz Kirchner                                                     |

## 2016–17

### Burgtheater
| Torquato Tasso von Johann Wolfgang von Goethe, 24. September 2016                                                   | | |
| Martin Laberenz Volker Hintermeier, Aino Laberenz Peter Bandl Friederike Bernhardt Musik Florian Hirsch Dramaturgie | Andrea Wenzl Leonore von Este Dorothee Hartinger Leonore Sanvitale | Philipp Hauß Torquato Tasso Ignaz Kirchner Alfons der Zweite Ole Lagerpusch Antonio Montecatino |
| Hermann und Dorothea von Johann Wolfgang von Goethe, 1. Oktober 2016                                                | | |
| Ignaz Kirchner Leitung Jura Gröschl Raum Claudia Kaufmann-Freßner Dramaturgische Mitarbeit                          | Maria Happel | Martin Schwab |
| Pension Schöller von Carl Laufs und Wilhelm Jacoby, 22. Oktober 2016                                                | | |
| Andreas Kriegenburg Harald B. Thor, Andrea Schraad Friedrich Rom Hans Mrak Dramaturgie                              | Alexandra Henkel Ulrike Sprosser, Witwe, Klapproths Schwester Alina Fritsch Ida, ihre Tochter Marta Kizyma Franziska, ihre Tochter Christiane von Poelnitz Josephine Krüger, Schriftstellerin Sabine Haupt Amalie Pfeiffer Aenne Schwarz Friederike, ihre Tochter                                          | Roland Koch Philipp Klapproth Tino Hillebrand Alfred Klapproth Martin Vischer Ernst Kissling, Maler, Alfreds Freund Michael Masula Fritz Bernhardy Max Simonischek Eugen Rümpel Dietmar König Gröber, Major a. D. |
| Geächtet von Ayad Akhtar, Österreichische Erstaufführung – 26. November 2016                                        | | |
| Tina Lanik Stefan Hageneier, Heidi Hackl Peter Bandl Rainer Jörissen Musik Florian Hirsch Dramaturgie               | Katharina Lorenz Emily Isabelle Redfern Jory | Fabian Krüger Amir Nicholas Ofczarek Isaac Christoph Radakovits Abe |
| Hexenjagd von Arthur Miller, 22. Dezember 2016                                                                      | | |
| Martin Kušej Martin Zehetgruber, Heide Kastler Friedrich Rom Bert Wrede Musik Eva-Maria Voigtländer Dramaturgie     | Andrea Wenzl Abigail Williams Sabine Haupt Ann Putnam Irina Sulaver Bettry Parris Marie-Luise Stockinger Mary Warren Elisabeth Orth Rebecca Nurse Dörte Lyssewski Elisabeth Proctor Barbara Petritsch Tituba Lena Kalisch Susanna Walcott Christina Cervenka Mercy Lewis                                   | Philipp Hauß Reverend Parris Dietmar König Thomas Putnam Martin Schwab Giles Corey Florian Teichtmeister Reverend John Hale Steven Scharf John Proctor Daniel Jesch Herrick Ignaz Kirchner Richter Harthorne Michael Maertens Danforth, Stellvertreter des Gouverneurs |
| Die Komödie der Irrungen von William Shakespeare, 25. Jänner 2017                                                   | | |
| Herbert Fritsch , Bettina Helmi Friedrich Rom Bernhard Gander Musik Evy Schubert Dramaturgie                        | Dorothee Hartinger Adriana Stefanie Dvorak Luciana Marta Kizyma Lucie Mavie Hörbiger Kurtisane Petra Morzé Äbtissin Ämilia | Sebastian Blomberg Antipholus von Ephesus/Syracus Simon Jensen Dromio von Ephesus/Syracus Falk Rockstroh Angelo, Goldschmied Hermann Scheidleder Kaufmann, Freund des Antipholus Merlin Sandmeyer Ein Kerkermeister Klaus Pohl Ägeon, Kaufmann aus Syrakus Michael Masula Solinus, Herzog von Ephesus Dirk Nocker Doktor Zwick, ein Schulmeister                                        |
| Die Orestie von Aischylos, März 2017                                                                                | | |
| Antú Romero Nunes Matthias Koch, [??] Johannes Hofmann Musik Florian Hirsch Dramaturgie                             | | |
| Liebesgeschichten und Heiratssachen von Johann Nestroy, 13. April 2017                                              | | |
| Georg Schmiedleitner Volker Hintermeier, Su Bühler Norbert Joachim Matthias Jakisic Musik Hans Mrak Dramaturgie     | Marie-Luise Stockinger Fanny, Fetts Tochter Stefanie Dvorak Ulrike, entfernt mit Herrn von Fett verwandt Regina Fritsch Lucia Distel, ledige Schwägerin des Herrn von Fett Alexandra Henkel Philippine, Stubenmädchen bei Fett Elisabeth Augustin Die Wirtin Melissa Coleman, Lena Fankhauser Musikerinnen | Gregor Bloéb Florian Fett Martin Vischer Anton Buchner, Kaufmannssohn Dietmar König Marchese Vincelli Christoph Radakovits Alfred, dessen Sohn Markus Meyer Nebel Peter Matić Wirt zum Silbernen Rappen Robert Reinagl Kling, Kammerdiener des Marchese \| Georg, Bedienter bei Fett \| Schneck, ein Landkutscher \| Wächter Matthias Jakisic, Claus Riedl, Nikolai Tunkowitsch Musiker |

### Akademietheater
| Endspiel, 4. September 2016 – Koproduktion mit den Salzburger Festspielen | | |
| Dieter Dorn Jürgen Rose Tobias Löffler Hans-Joachim Ruckhäberle Dramaturgie | Barbara Petritsch Nell | Nicholas Ofczarek Hamm Michael Maertens Clov Joachim Bißmeier Nagg |
| Coriolan von William Shakespeare, 16. September 2016 | | |
| Carolin Pienkos Walter Vogelweider, Heide Kastler Friedrich Rom Imre Lichtenberger Bozoki, Moritz Wallmüller Musik Martin Woldan Kampfchoreographie Eva-Maria Voigtländer Dramaturgie Rita Czapka Dramaturgische Mitarbeit | Elisabeth Orth Volumina, Coriolans Mutter Anna Sophie Krenn Virgila, Coriolans Gemahlin Sylvie Rohrer Sicina Veluta, Volkstribun Anna Woll, Jeanne Marie Bertram Senatsdiener | Cornelius Obonya Coriolan Martin Reinke Menenius Agrippa Bernd Birkhahn Cominius, Konsul Rudolf Melichar Senator/Erster volkischer Senator Oskar Rathkolb Der junge Martius, Coriolans Sohn Hermann Scheidleder Junius Brutus, Volkstribun Daniel Jesch Erster Bürger, Anführer der Plebejer Andrej Reimann Erster Staatsdiener/Diener des Aufidius Markus Meyer Tullus Aufidius, Feldherr des volskischen Heeres Sven Dolinski Ein römischer Gefangener/Diener des Aufidius Felix Kreutzer Leutnant des Aufidius/Diener des Aufidius Valentin Postlmayr Bürger/Soldat |
| der herzerlfresser von Ferdinand Schmalz, Österreichische Erstaufführung, 8. Oktober 2016 | | |
| Alexander Wiegold Katrin Brack, Lane Schäfer Michael Hofer Hannes Gwisdek Musik Klaus Missbach Dramaturgie | Irina Sulaver fauna florentina | Merlin Sandmeyer gansterer andi Johann Adam Oest acker rudi Sebastian Wendelin pfeil herbert Peter Knaack fußpflege irene |
| Ludwig II. nach Luchino Visconti, 8. Dezember 2016 (Voraufführung), 10. Dezember 2016 (Premiere) | | |
| Bastian Kraft Peter Baur, Dagmar Bald Peter Bandl Arthur Fussy Musik Jonas Link Video Hans Mrak Dramaturgie | Regina Fritsch Elisabeth | Markus Meyer Ludwig Johann Adam Oest Wagner |
| Ein europäisches Abendmahl von Jenny Erpenbeck, Nino Haratischwili, Elfriede Jelinek, Terézia Mora, Sofi Oksanen und Biljana Srbljanović, Uraufführung, Jänner 2017                                                        | | |
| Barbara Frey Martin Zehetgruber, Esther Geremus Klaus Missbach Dramaturgie | | |
| Die Welt im Rücken von Thomas Melle, Uraufführung, 3. März 2017 | | |
| Jan Bosse Stéphane Laimé, Kathrin Plath Arno Kraehahn Musik Gabriella Bußacker Dramaturgie | | Joachim Meyerhoff Ignaz Kirchner |
| Carol Reed (Arbeitstitel) von René Pollesch, Uraufführung, April 2017 | | |
| René Pollesch Katrin Brack Eva-Maria Voigtländer Dramaturgie | | - |
| Die Perser des Aischylos, Mai 2017 | | |
| Michael Thalheimer Olaf Altmann, Katrin Lea Tag Bert Wrede Musik Klaus Missbach Dramaturgie | | |

### Kasino am Schwarzenbergplatz
| Lumpenloretta von Christine Nöstlinger, Familienstück ab 8 Jahren, Uraufführung, 26. Oktober 2016                                      | | |
| Martina Gredler Jura Gröschl, Moana Stemberger Sophie Lux Video Klaus Missbach Dramaturgie                                             | Sarah Viktoria Frick Loretta Nélida Martinez Locke Petra Morzé Glatze-Mutter Dunja Sowinetz Locke-Mutter | Simon Jensen Glatze Florian Appelius Zecke Aaron Friesz Zahn Stefan Wieland Zopfers, Vater von Loretta Robert Reinagl Glatze-Vater Hans Dieter Knebel Opa |
| Über meine Leiche von Stefan Hornbach, Österreichische Erstaufführung, 5. November 2016 Kooperation mit den Autorentheatertagen Berlin | | |
| Nicolas Charaux Pia Greven Norbert Gottwald David Lipp Musik Klaus Missbach Dramaturgie                                                | Marie-Luise Stockinger                                                                                   | Tino Hillebrand Merlin Sandmeyer |
| Platons Party, Zwei Dialoge von Platon, März 2017                                                                                      | | |
| Stephan Müller Claudia Vallant, N.N. N.N. Hans Mrak Dramaturgie                                                                        | | |
| Hamlet, Ophelia und die anderen nach William Shakespeare, für Jugendliche ab 14 Jahren, April 2017                                     | | |
| Cornelia Rainer Sarah Haas Claudia Kaufmann-Freßner Dramaturgie                                                                        | | |

### Vestibül
| Oberösterreich von Franz Xaver Kroetz, Jänner 2017                           |
| Andreas Schmitz Korbinian Schmidt                                            |
| Drei sind wir von Wolfram Höll, Österreichische Erstaufführung, Februar 2017 |
| Valerie Voigt-Firon Eylien König Eva-Maria Voigtländer Dramaturgie           |

Ab 2017 sind die Listen nicht mehr vollständig.

## 2017–18
Die Direktorin des Burgtheaters gab im Rahmen der Spielplankonferenz folgende Projekte bekannt:
- Zwei Neuinszenierungen der Regisseurin Andrea Breth.
- Ein Stückauftrag für Josef Winkler und eine Verabredung mit Thomas Köck.
- jedermann (stirbt), Neudichtung des Hofmannsthal’schen Jedermann von Ferdinand Schmalz, inszeniert von Stefan Bachmann.[5][6]

## 2018–19
Burgtheater
- Mephisto nach dem Roman von Klaus Mann (September, Regie: Bastian Kraft)
- Medea von Simon Stone nach Euripides (Dezember, österreichische Erstaufführung)
- Die Ratten von Gerhart Hauptmann (März, Regie: Andrea Breth)

Akademietheater
- Woyzeck von Georg Büchner in der Regie von Johan Simons (April)
- Die Stühle von Eugène Ionesco, Regie: Claus Peymann, Leander Haußmann, Dramaturgie: Jutta Ferbers, Bühne: Gilles Taschet, Kostüme: Margit Koppendorfer, Licht: Ulrich Eh, Michael Hofer, Sounddesign: David Müllner, Musik: Thomas Hojsa, Bernhard Moshammer. Mit Maria Happel (Die Alte), Michael Maertens (Der Alte) und Mavie Hörbiger (Der Redner). März 2019
- In Ewigkeit Ameisen von Wolfram Lotz, Regie: Jan Bosse. 22. März 2019